# John Carlsson
Johan Erik „John” Carlsson (ur. 5 stycznia 1870 w Sztokholmie, zm. 24 lipca 1935 w Värmdö) – szwedzki żeglarz, olimpijczyk.
Na regatach rozegranych podczas Letnich Igrzysk Olimpijskich 1908 wystąpił w klasie 8 metrów zajmując 5 pozycję. Załogę jachtu Saga tworzyli również Hjalmar Lönnroth, Karl Ljungberg, August Olsson i Edvin Hagberg.